# Montesilvano
Montesilvano är en stad och kommun i provinsen Pescara i regionen Abruzzo, Italien. Kommunen hade 54 258 invånare (2018).